# ワーナー・ビレッジ・シネマズ

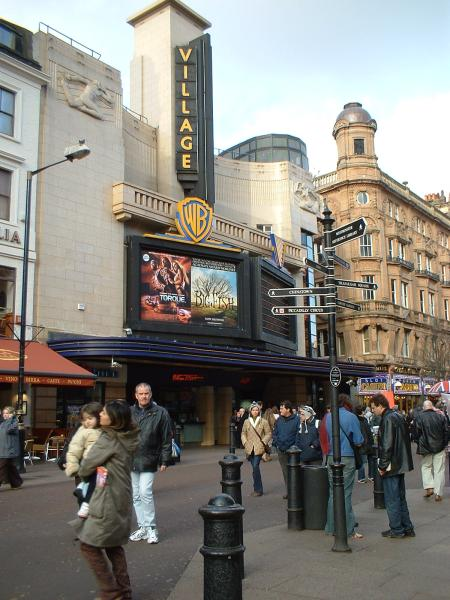
レスター・スクウェア
（ビューブランドへの改称前）

ワーナー・ビレッジ・シネマズ（Warner Village Cinemas）は、かつて存在したイギリスのシネマコンプレックスチェーンである。
1996年、イギリスにワーナー・ブラザース・インターナショナル・シネマズ (Warner Bros. Intl. Theatres) とビレッジ・ロードショー・オーストラリア (Village Roadshow Australia) の合弁会社として設立された。

## 世界各国のワーナー・ビレッジ・シネマズ

### イギリス
最も注目に値する同社の劇場はロンドンのレスター・スクウェアにあった。同劇場は親会社のワーナー映画の封切りにのみ使用されるシネマコンプレックスだった。この劇場は「視覚と音響」という2つの浮き彫り彫刻を特徴としており、この彫刻はエドワード・ベーンブリッジ・カップネイルによって制作されたものであった。
2003年5月、イギリスではSBCインターナショナル・シネマズ (SBC International Cinemas) に買収され、2004年3月には全館がビュー (Vue) に改称された。2009年にはベネトンに買収され、メディアセット (Mediaset) と合併し、メデューサシネマ (Medusa Cinema) と統合されスペースシネマ (The Space Cinema) となった。一時期、ワーナー・ビレッジ・シネマズはロンドン・ウィークエンド・テレビ天気予報のスポンサーだった。

### イタリア
イタリアは運営されているうちの1つである。特筆すべきはワーナー・ブラザース・インターナショナル・シネマズ、ビレッジ・ロードショー・オーストラリアにイタリア国内の共同事業者としてフォーカスSRLを加えた3社の合弁事業だと言うことである。イギリスと同上、2009年にはスペースシネマに改称された。

### 台湾
台湾でも運営をしており、ワーナー・ビレッジ・センターと言う映画館とショッピングセンターの複合施設を開業している。

## オープニングロゴ
- 初代（1996-2000）- 手のひらに地球が回り、その右から「UNITED KINGDOM」「BERLIN」「ITALIA」の文字が通り過ぎた後にワーナーのシールドロゴが左から出てきて、ビレッジロゴは右に押し寄せ、真ん中に「WARNER VILLAGE CINEMAS」のテキストロゴが現れる。次に「M」の2つの文字が現れ、「INTO THE NEW MILLENNIUM」となり、その後大爆発を起こす。最後にバッグス・バニーが現れ、「FEATURE PRESENTATION」の文字が出てきて終了。なお、「INTO THE NEW MILLENNIUM」は日本語で「新たな千年紀へ」という意味である。
- 2代目（2000-2009） - 現在でもお馴染みのロゴ映像の1つで、3DCGと手描きアニメの融合で制作。日没の街にサーチライトが1つずつ照らされ、左下にジェットコースターのような渦巻きを作り、後ろから火の玉が超音速で発射される。そこにルーニー・テューンズのキャラクターのカウントダウンリーダーとスピーカーを火の玉が突き抜け、ワーナーのシールドロゴにぶつかりポップコーンの花火になる。さらにワーナーとビレッジロゴの真ん中には「WARNER VILLAGE CINEMAS」のテキストロゴが現れ、再びルーニー・テューンズのキャラクター達が登場し、映画館ロゴの下に「FEATURE PRESENTATION」の文字が出てきて終了。

この他に、日本やイタリアなどでも文字やロゴなどが異なり、上記のオープニングロゴもこれを踏襲している。